# Mursko Središće

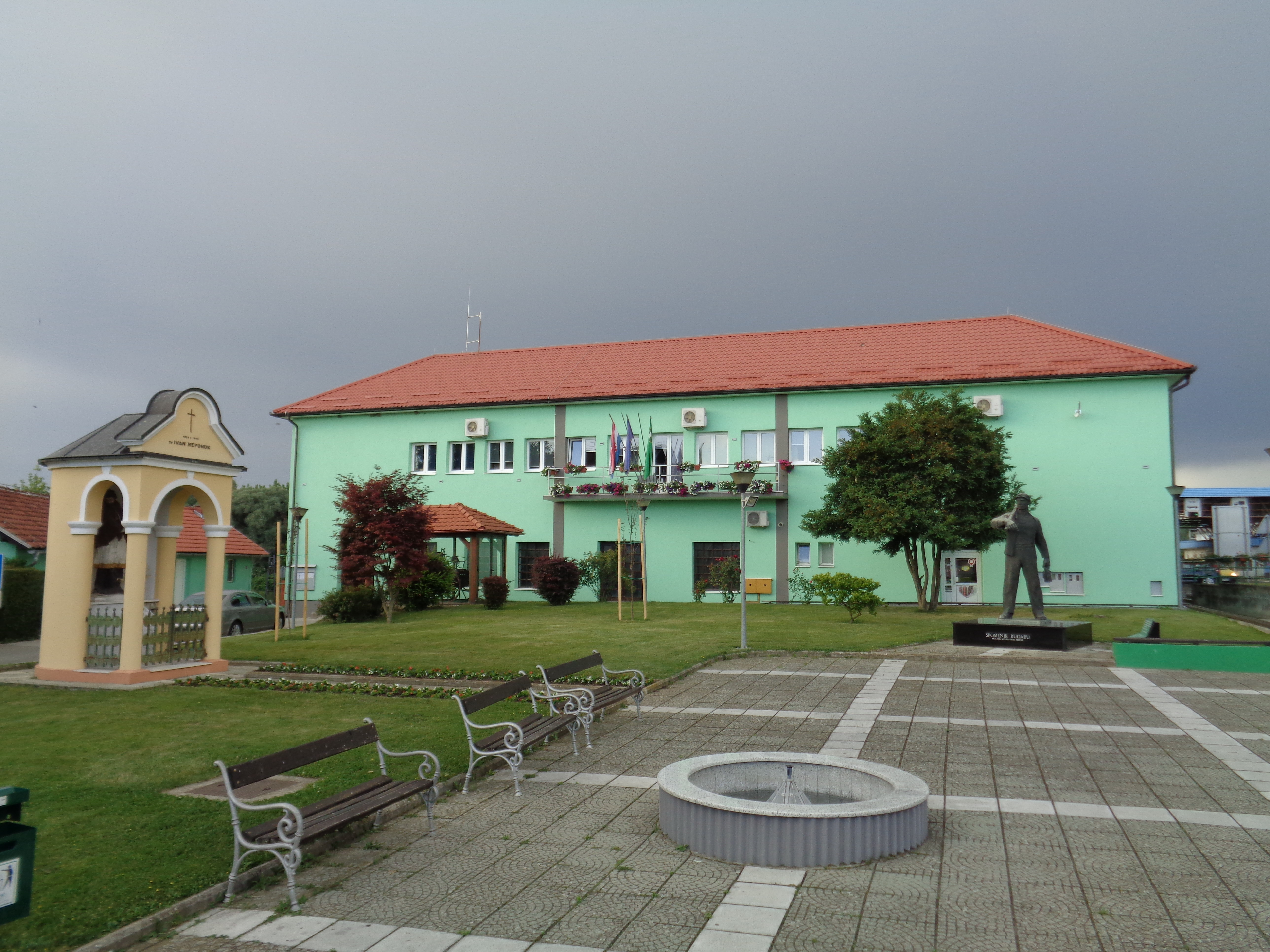
Der Ban-Josip-Jelačić-Platz in der Stadtmitte

Mursko Središće (ung. Muraszerdahely) ist eine kleine Stadt im höchsten Norden Kroatiens, die an der kroatischen Grenze mit Slowenien liegt. Seit dem 22. März 1997 ist Mursko Središće eine Stadt. Sie liegt an dem rechten Ufer des Flusses Mur und besteht aus fünf Ortschaften: Hlapičina, Križovec, Mursko Središće, Peklenica und Štrukovec.

## Geschichte
Seit dem Jahr 1638 zählt Mursko Središće, neben Podturen, Čakovec, Prelog, Nedelišće und Štrigova, zu den bedeutendsten Ortschaften in Međimurje. Die Stadt gehört zu den ältesten Siedlungen. Die heutige Kirche des Heiligen Martin wurde unter dem Namen Sancti Martini in Zredysche schon im Jahr 1334 erwähnt. Die Historiker behaupten, dass sich hier schon zu Zeiten des alten römischen Reiches eine Siedlung namens Halicanum befand. Diese Siedlung hatte eine wichtige Rolle als die Haltestelle an der römischen Poetovio (Ptuj) – Carnuntum (Petronell) Straße. Später ist die Siedlung unter dem Namen Mura Zerdahel zu finden.
Der Beginn des 19. Jahrhunderts war für die Entwicklung der Stadt sehr wichtig, weil 1889 die Bahnstrecke, danach auch die erste Straße zwischen Čakovec und Lendava errichtet wurde. Seit 1850 beschäftigten sich die Einwohner von Selnica und Peklenica mit Erdölbohrung und nach dem Zweiten Weltkrieg begannen sie in den Kohlebergwerken zu arbeiten. Das erste Kohlebergwerk in Međimurje hieß Hrastinka 1. Die Bergleute haben in Hrastinka 1 seit seiner Gründung 1925, bis es 1972 geschlossen wurde, 4.593.961 Tonnen Kohlen gewonnen.
Die Kohlebergwerke waren damals die Träger der wirtschaftlichen Entwicklung von Mursko Središće.

## Wirtschaft
Der wichtigste Wirtschaftszweig heute ist die Industrie. Die Textilindustrie (Modeks, MTČ), der Handel und die Gastronomie (18 Gaststätten in M.S.) sind am meisten entwickelt, nur wenige Leute beschäftigen sich noch heute mit dem Ackerbau. In der Stadt befinden sich die Steuerbehörde, eine Post, eine Zweigstelle der Međimurje Bank, eine INA Tankstelle, eine Klinik, eine Tierklinik, eine Stadtbibliothek und eine der größten Grundschulen in der Region.

## Verkehr
Die Stadt hat sich dank ihrer geographischen Lage schnell entwickelt. Weil sie an der Grenze zu Slowenien liegt, ist die Stadt ein wichtiger Verkehrsknotenpunkt, aber wird auch mit dem täglichen Verkehr belastet, vor allem im Sommer, wenn Touristen nach Kroatien reisen. Man versucht das Problem zu lösen, indem man noch einen Grenzübergang verlangt, so dass sich der Verkehr in Mursko Središće vermindert.

## Kultur
Der erste Chor wurde im Jahr 1927 gegründet. Nach dem Zweiten Weltkrieg bis 1989 wirkte hier der Verein der Arbeiter, Kultur und Bildung namens Karlo Mrazović und heute der Verein der Kunst und Kultur namens Mura. Dieser umfasst ca. 100 Mitglieder und besteht aus einem Chor, einer Theatergruppe, einer Folkloregruppe, Blechblasmusikern und Tamburicaspielern.

## Sport
- Fußball: in der Stadt wirken mehrere Fußballklubs, der älteste ist der Rudar, der vor über 50 Jahren gegründet wurde
- Basketball: KK Modeks
- Bergsteigen: Verein der Bergsteiger Bundek
- Fischfang: Verein Mura
- Jagd: Verein ZEC